# Hackett (Ausztráliai fővárosi terület)

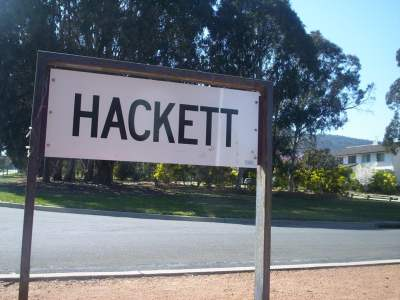
Hackett településjelző táblája

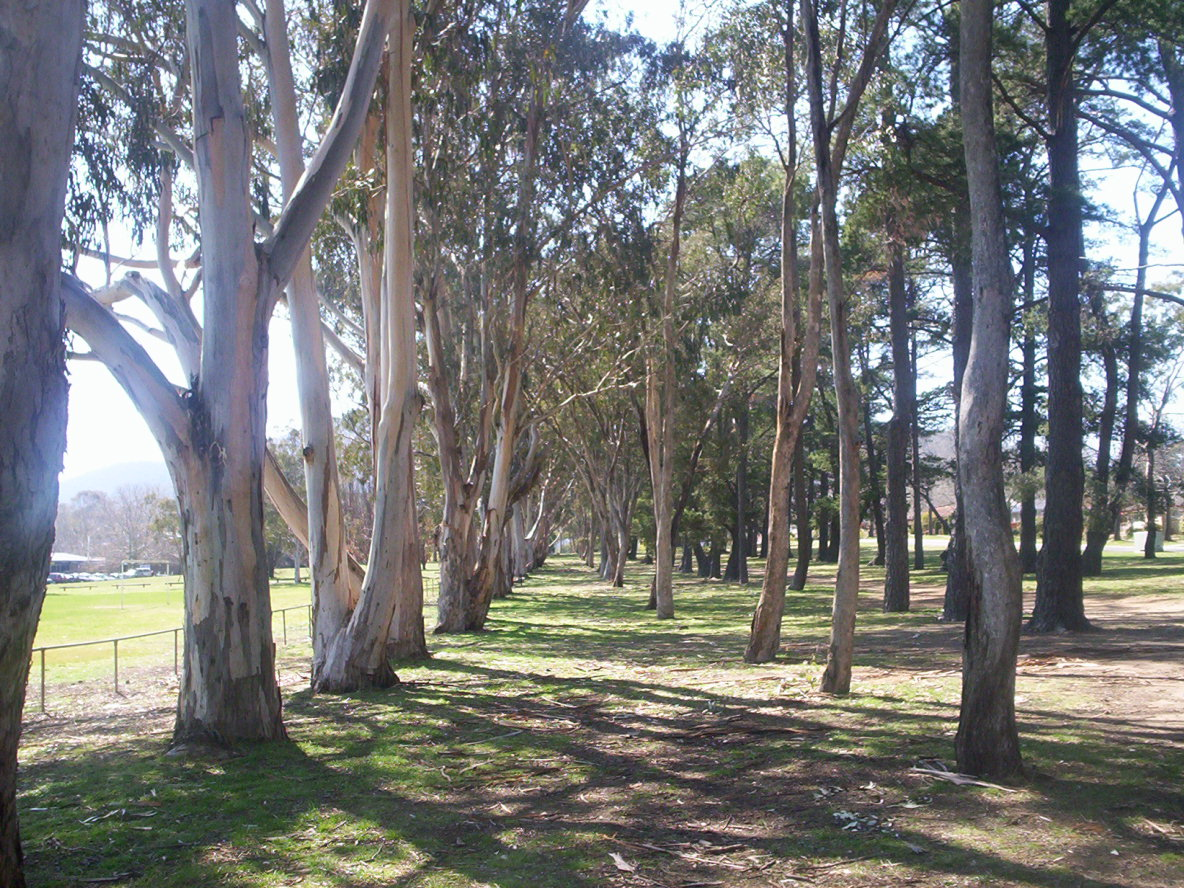
Hackett oval

Hackett az ausztrál főváros, Canberra egyik elővárosa. A város Sir John Winthrop Hackett-ről (1848–1916) kapta nevét, aki egy újság szerkesztője és az Ausztrál Szövetség egyik munkatársa volt. Hackett utcáit ausztrál tudósokról nevezték el. A várost 1960-ban alapították.
A település utcái megtekinthetők a Google Utcakép szolgáltatással.
Hackett városa Watson, Dickson (Ausztráliai fővárosi terület), és Ainslie (Ausztráliai fővárosi terület) városok közt fekszik.
A városka az Antill Street és a Philipp Avenue közt fekszik, de szomszédos még vele a Canberra Nature Park is. A város keleti határában a Mount Majura hegy helyezkedik el.

## Földrajza

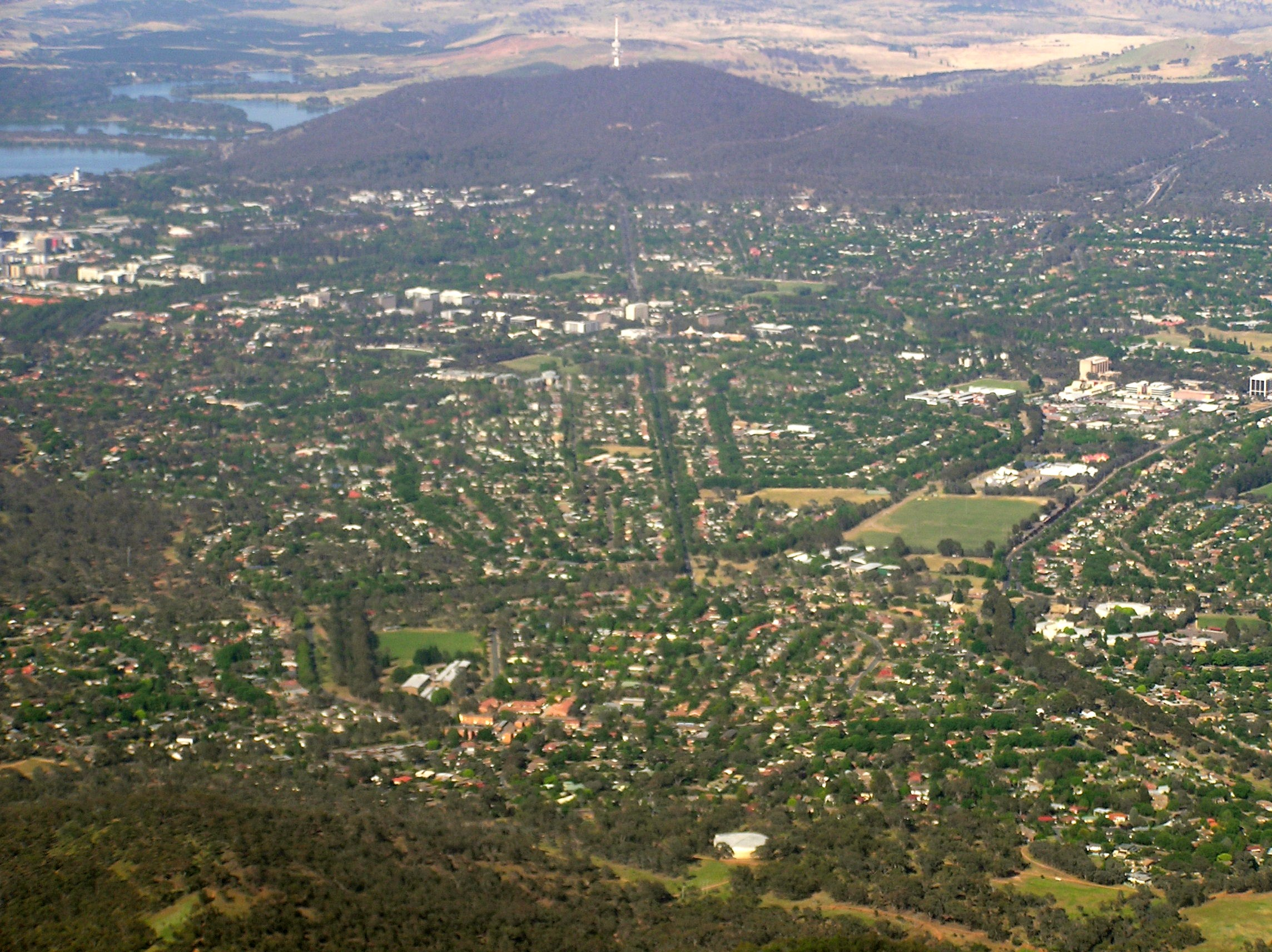
Hackett látképe északkelet felől

A Canberra-képződmény meszes sziklaalakzatai, valamint negyedidőszaki hordaléklerakódások borítják a területet. A vidék magasabb részei az Ainslie vulkán kiemelkedésein fekszenek. Itt vulkanikus eredetű riodacit képződményeket találunk.

## Utcanevek eredete
- A Madigan Street a geológus Cecil Thomas Madigan után kapta nevét.
- A Rivett Street a kémikus Albert Cherbury David Rivett után kapta nevét.
- A Selwyn Street a geológus Alfred R. C. Selwyn után kapta nevét.
- A Skeats Street a geológus Ernest Willington Skeats után kapta nevét.

## Fordítás
Ez a szócikk részben vagy egészben  a   Hackett, Australian Capital Territory című angol Wikipédia-szócikk ezen változatának fordításán alapul.  Az eredeti cikk szerkesztőit annak laptörténete sorolja fel. Ez a jelzés csupán a megfogalmazás eredetét és a szerzői jogokat jelzi, nem szolgál a cikkben szereplő információk forrásmegjelöléseként.